# Escuela Superior de Comercio y Administración
En México, la Escuela Superior de Comercio y Administración (ESCA) del Instituto Politécnico Nacional es una escuela fundada en 1845 y perteneciente al área de las ciencias sociales y administrativas. En ella se ofrecen licenciaturas en relaciones comerciales, en contaduría pública, en negocios internacionales, en administración y en comercio internacional a nivel superior.

## Historia

### El Instituto Comercial
La escuela comenzó, con el nombre Instituto Comercial, sus labores el 6 de octubre de 1845, por decreto del entonces presidente de la República José Joaquín de Herrera. Tuvo su primer domicilio en la calle Del Ángel n.º 5, y se nombró como director a Benito León Acosta. Se impartían cuatro materias: Perfección de la escritura y de la ortografía; Principios generales de la geografía comercial, aritmética comercial y contabilidad en partida simple y doble; Inglés y Francés. Suspendió sus actividades, debido a la invasión estadounidense, el 13 de mayo de 1846.

### La Escuela Especial de Comercio
Reanudó sus labores durante la presidencia de Antonio López de Santa Anna, por decreto del 28 de enero de 1854, y cambió su nombre por el de Escuela Especial de Comercio. El 15 de julio de 1855 se estableció que la escuela fuera también de Administración, dada la demanda de profesionales en esa área.
Por la intervención francesa, se clausuró el 31 de enero de 1863, y se reabrió el 1 de agosto de ese año (en la calle San Juan de Letrán n.º 4), después de una reorganización integral.

### La Escuela Imperial de Comercio
En 1863 la institución recibió el nombre de Escuela Imperial de Comercio y se instaló en la calle de Puente de la Mariscala n.º 1. Al concluir el Imperio de Maximiliano y con base en la Ley de Instrucción Pública, aprobada durante el gobierno de Benito Juárez, recobró en 1867 su nombre de Escuela Especial de Comercio y se la ubicó en el edificio del antiguo Hospital de Terceros, en la esquina de Escalerillas con Calzada de Santa Isabel, espacio que conservó hasta finales del siglo XIX.

### Escuela Nacional de Comercio y Administración
Cuando en 1869 todas las escuelas públicas adquirieron el carácter de nacional, se le puso la denominación de Escuela Nacional de Comercio y Administración por decreto de la Cámara de Diputados del 14 de enero de 1869. Se impartían 16 materias, entre las que destacan tres en Teneduría de Libros; tres de Derecho: Mercantil, Administrativo y Constitucional; Economía Política, Correspondencia Mercantil y Usos Diplomáticos. Los estudiantes podían elegían libremente las materias que deseaban estudiar.

### Escuela Superior de Comercio y Administración
En 1890 se produce otro cambio de nombre y toma la denominación de Escuela Superior de Comercio y Administración (ESCA), que conserva hasta la fecha. En 1894 se inscribió por primera vez una mujer. El 17 de abril se firmó un contrato de cesión y de permuta. En 1899, en la Exposición Universal realizada en París, Francia, la escuela obtuvo medalla de oro y diploma por los trabajos enviados. Para 1900, los alumnos inscritos eran aproximadamente 1500 y el edificio no era suficiente, por lo que en 1902 se volvió a ubicar la ESCA en Puente de la Mariscala n.º 1. La Ley para la Enseñanza Comercial en el Distrito Federal, publicada en el Diario Oficial el 7 de enero de 1905, establecía dos niveles de estudio: la primaria, especializada y, por primera ocasión, las carreras profesionales. Como parte de estas últimas se crearon en la ESCA las de Contador de Comercio y Perito Empleado de la Administración Pública, sin perjuicio de que continuaban impartiéndose los cursos libres. En ese año se le construyó a la Escuela un edificio en la calle de Emilio Dondé (actualmente Ciudadela) n.º 1, entre las calles de Bucareli, Avenida Juárez, el Eje Central (por entonces llamado San Juan de Letrán) y Ayuntamiento.
En 1906, por decreto del presidente Porfirio Díaz, se destinó el edificio al servicio del "ramo de instrucción pública". La primera partida de gastos para la construcción del edificio, por la cantidad de 25,000, se autorizó el 20 de julio de 1905, y la obra se encomendó al ingeniero Isidro Díaz Lombardo. La obra terminada fue ocupada inicialmente por dos escuelas primarias, y solo hasta 1910 comenzó a utilizarla la Escuela Superior de Comercio y Administración.
En 1907 se llevó a cabo el primer examen profesional, en México, para obtener el título de Contador Público, sustentado por Fernando Diez Barroso.
La vida académica de la ESCA continuó pese a los problemas existentes en los años de la Revolución, y de febrero a marzo de 1913 durante la Decena Trágica estuvo ocupada por el Ejército y, por su cercanía al llamado "fuerte de la Ciudadela", fue objeto de enfrentamientos entre ambos bandos. Al desaparecer la Dirección General de Enseñanza Técnica, en febrero de 1917, pasó a depender de la Universidad de México hasta mayo del mismo año, cuando pasó a la recién establecida Secretaría de Industria, Comercio y Trabajo. En 1921 se creó la Secretaría de Educación Pública y la ESCA pasó, junto con otras escuelas técnicas, al Departamento de Enseñanza Técnica, Industrial y comercial (DETIC) de esta Secretaría. Para 1926, la carrera de Contador de Comercio cambió a Contador Público.

### Anexión al Instituto Politécnico Nacional
En 1924, Armando Cuspinera tomó la dirección de la escuela, y permaneció en el cargo hasta 1967. En 1936 se fundó el Instituto Politécnico Nacional, integrado por siete escuelas profesionales de las cuales la ESCA, con 91 años de existencia, era la más antigua. En 1937, por determinacón del entonces presidente de México Lázaro Cárdenas, se incorporó la carrera de Economía en la ESCA, lo que hizo que esta se transformara en la Escuela Superior de Ciencias Económicas, Administrativas y Sociales, ESCEAS. Actualmente, la carrera de economía se imparte en la Escuela Superior de Economía.
Programas de estudioslicenciatura y posgrado
Las carreras que ofrecía, además de los cursos libres, fueron 5 subprofesionales: Organizador de Empresas, Contador, Auxiliar de Economista, Auxiliar de Estadístico y Tecnólogo Mercantil; y tres profesionales: Contador Público Auditor, Economista y Estadística.
En 1962 se fundaron los cursos de posgrado, Maestría en Ciencias y Doctorado en Ciencias Administrativas, y en 1963 se inauguró el actual edificio que ocupa la Escuela Plantel Santo Tomás, en Prolongación de Carpio y Plan de Agua Prieta. En 1966 se estableció la Licenciatura en Relaciones Comerciales para formar profesionales en el campo de la mercadotecnia de acuerdo con las necesidades del país.
En 1971 se transformó el plan de enseñanza anual de 4 años al plan de 8 semestres. En 1972 se instaló el Sistema de Computación. En 1974 se creó la Unidad Tepepan, un nuevo plantel para satisfacer el incremento constante de la población estudiantil y el mismo año inició sus actividades el Sistema Abierto de Enseñanza (SADE) con la carrera de Comercio Internacional.
El 24 de marzo de 1994 se estableció la Licenciatura en Negocios Internacionales sustituyendo a la especialización de Comercio Internacional de Relaciones Comerciales. Si bien el IPN se creó por la necesidad que trajo consigo la expropiación petrolera, la licenciatura en negocios se estableció a partir de la entrada en vigor del TLCAN (NAFTA).
En 1996, la ESCA celebró el 150 aniversario de su fundación y en 2004 se realizó la primera edición de Exponegocios. En 2005 se estableció la Licenciatura en Comercio Internacional por sistema a distancia. En 2006 LRC celebró su 40 aniversario en la ESCA, y lo hizo con la participación de la Orquesta Sinfónica del Instituto Politécnico Nacional.

## Oferta educativa
El 18 de junio de 2000, el consejo de acreditación de la Enseñanza en Contaduría y Administración otorgó la acreditación a la ESCA por el programa Académico de Contador Público, en virtud de haber reunido los requisitos de calidad establecidos. Esta acreditación fue renovada por otros cinco años, el 19 de mayo de 2005.
Así mismo, en agosto del año 2004, la Licenciatura en Relaciones Comerciales fue acreditada por su excelencia académica, por un periodo de 5 años. Por CACECA el 8 de enero de 2009 se acredita la Licenciatura en Negocios Internacionales por 5 años.
En la ESCA se imparten cinco Licenciaturas.
Licenciaturas en Modalidad Escolarizada
- Contador Público (CP)
- Licenciatura en Relaciones Comerciales (LRC)
- Licenciatura en Negocios Internacionales (LNI)
- Licenciatura en Administración y Desarrollo Empresarial (LADE) (Unidad Santo Tomas)
- Licenciatura en Negocios Digitales (LND) (Unidad Santo Tomás)
- Licenciatura en Mercadotecnia Digital (LMD) (Unidad Santo Tomas)

Licenciaturas en Modalidad No Escolarizada
- Licenciatura en Comercio Internacional (LCI)(Unidad Santo Tomas)

Unidades
La Escuela Superior de Comercio y Administración tiene dos unidades:
- Unidad Santo Tomás, ubicada en el norponiente de la ciudad, en la Unidad Profesional "Lázaro Cárdenas".
- Unidad Tepepan, ubicada en el sur de la ciudad, creada en 1974 como parte de la descentralización educativa del IPN y con el afán de incrementar la oferta académica.

## Sección de Estudios de Posgrado e Investigación (SEPI)
La Sección de Estudios de Posgrado e Investigación de la Escuela Superior de Comercio y Administración del IPN (SEPI - ESCA) es la sección más grande de México por su número de alumnos y la más antigua de América Latina en estudios sobre administración.
La ESCA Unidad: Santo Tomás y Tepepan Ofrecen cuatro programas de maestría, dos doctorados y cuatro especialidades:
Especializaciones
- Especialización en Gestión de Instituciones Educativas (EGIE) (ESCA Santo Tomás)
- Especialización en Finanzas (ESCA Tepepan)
- Especialización en Marketing Estratégico (ESCA Tepepan)
- Especialización en Impuestos (ESCA Tepepan)

Maestrías
- Maestría en Administración en Gestión y Desarrollo de la Educación (MAGDE).
- Maestría en Administración de Empresas para la Sustentabilidad (MAES).
- Maestría en Ciencias en Administración de Negocios (MAN).
- Maestría en Administración y Políticas Públicas (MAPP).

Doctorados
- Doctorado en Ciencias Administrativas (DCA). (ESCA Santo Tomás)
- Doctorado en Gestión y Políticas de Innovación (DGPI). (ESCA Santo Tomás)

La sección publica trimestralmente una revista donde se reportan los resultados de las investigaciones que se realizan, así como trabajos de profesores invitados e inclusive de alumnos particularmente destacados. En el ámbito internacional existen convenios firmados con universidades extranjeras donde los alumnos realizan en forma electiva estancias de investigación.
En el caso de la Maestría en Administración en Gestión y Desarrollo de la Educación (MAGDE) y la Maestría en Administración de Empresas para la Sustentabilidad (MAES) se encuentran en el Padrón de Programa de Nacional de Posgrados de Calidad (PNPC) del Consejo Nacional de Ciencia y Tecnología (CONACyT).

## Escudo
El escudo de la ESCA consta de los siguientes elementos:
- Una antorcha encendida, que representa la luz del saber.
- El monograma, formado por las siglas enlazadas, representa unión y fuerza.
- El caduceo, como emblema del comercio.

## Publicaciones

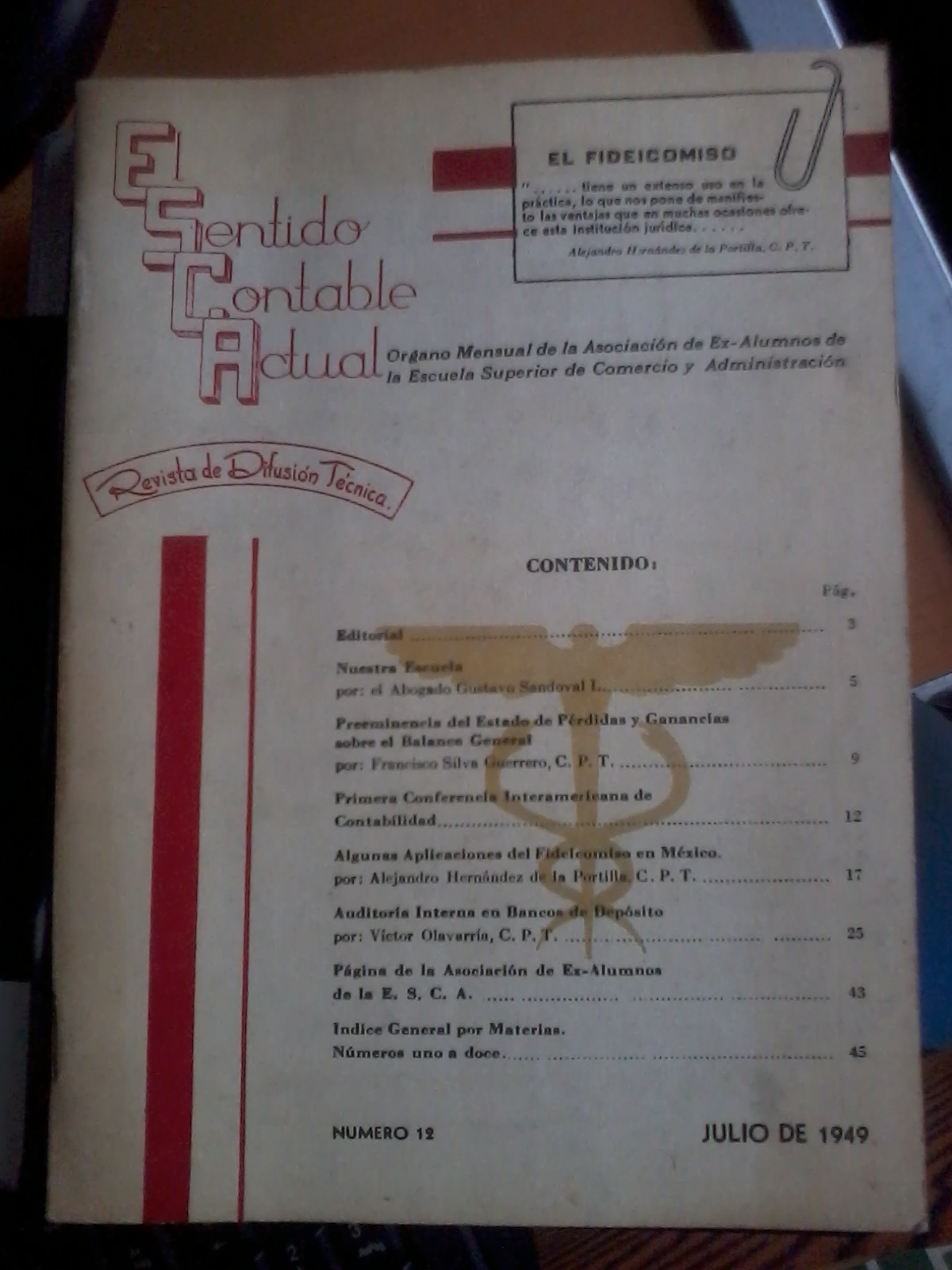
Ejemplar de la revista ESCA de julio de 1949

- El Sentido Contable Actual, órgano mensual de la Asociación de Ex Alumnos de la Escuela Superior de Comercio y Administración.